# L'Escalier (album de Paul Piché)
 (janvier 2020).
Si vous disposez d'ouvrages ou d'articles de référence ou si vous connaissez des sites web de qualité traitant du thème abordé ici, merci de compléter l'article en donnant les références utiles à sa vérifiabilité et en les liant à la section « Notes et références ».
Pour les articles homonymes, voir L'Escalier.
Albums de Paul Piché
À qui appartient l'beau temps?
(1977) Paul Piché
(1982)
L'Escalier est un album musical de l'auteur-compositeur-interprète québécois Paul Piché sorti en 1980.

## Titres
| No  | Titre                                        | Paroles                       | Musique                                      | Durée |
| --- | -------------------------------------------- | ----------------------------- | -------------------------------------------- | ----- |
| 1.  | J'étais ben étonné                           | Paul Piché et Pierre Huet     |                                              | 4:18  |
| 2.  | À côté de toi                                | Paul Piché et Pierre Huet     | Pierre Bertrand, Michel Hinton et Paul Piché | 2:09  |
| 3.  | Les gars d'espérance (adapté par Paul Piché) |                               | Traditionnel                                 | 3:12  |
| 4.  | Un sourire                                   |                               |                                              | 1:57  |
| 5.  | Avec l'amour                                 |                               |                                              | 4:06  |
| 6.  | J'aurai jamais 18 ans                        | Paul Piché et Pierre Huet     |                                              | 3:05  |
| 7.  | La rue Berri                                 |                               |                                              | 3:26  |
| 8.  | Le thème                                     |                               |                                              | 3:29  |
| 9.  | L'escalier                                   |                               |                                              | 3:54  |
| 10. | La rame                                      | Paul Piché et Armande Darmana |                                              | 2:29  |

Les chansons À côté de toi et J'étais ben étonné font partie de la Bande Sonore des films Corridors de Robert Favreau et Pris au piège, de Guy Dufaux.

## Musiciens
- Paul Piché : Chant, guitare acoustique, accordéon
- Pierre Bertrand : Guitare acoustique, guitare 12 cordes, basse, chœurs
- Serge Fiori : Guitare acoustique
- Michel Rivard : Guitare classique
- Robert Stanley : Guitare électrique
- Mario Légaré : Basse
- André Parenteau : Basse
- Michel Donato : Contrebasse
- Daniel Jean : Violon, chœurs
- André Proulx : Violon
- Michel Hinton : Piano, accordéon
- Bernard Jean : Hautbois
- André Lamontagne : Harmonica
- Réal Desrosiers : Batterie, Tambourin

## Crédits
- Direction Musical : Robert Léger, Michel Hinton, Pierre Bertrand et Paul Piché
- Prise de son et mixage : Paul Pagé et Louis Gauthier assisté de René Godbout
- Avec l'amour enregistré par Michel Lachance au studio Tempo.
- Photographie : Pierre Guimond
- Enregistré et mixé au studio Tempo à Montréal, Québec
- Graphisme : Michèle Cayer
- Gravure : Sabin Brunet (SNB Montréal)
- Coordination et administration : José Fréchette
- Production : les Éditions La Minerve